# Rue du Chêne-d'Aron
La rue du Chêne-d'Aron est une voie de Nantes, en France.

## Situation et accès
Située dans le centre-ville de Nantes, la rue du Chêne-d'Aron, qui part de la rue Jean-Jacques Rousseau et aboutit en impasse, est pavée et non ouverte à la circulation automobile. À l'est de son tracé, elle rencontre la rue de Blois.

## Origine du nom
La voie est dénommée en référence à l'existence d'un gros chêne à cet endroit et qui précédait le « clos Bouvet », selon Camille Mellinet. Le nom d'« Aron » aurait été ajouté au XVIIIe siècle et ferait référence à un propriétaire de nom « Daron ».

## Historique
Cette artère aboutissait rue Foucroy, après avoir rencontré la rue Lévêque, elle était cependant très étroite sur sa partie ouest.
En 1874, la construction d'une école communale laïque est programmée rue Maurice-Sibille. Mais, en 1879, c'est sur le côté sud de la rue Chêne-d'Aron que la municipalité acquiert un terrain destiné à accueillir l'établissement. Les travaux sont décidés en mai 1880, l'architecte est Antoine Demoget. Il est confronté aux contraintes d'un terrain en pente, et doit dresser les plans d'un bâtiment sur trois niveaux. L'ensemble est achevé en 1883. L'implantation de l'établissement scinde la rue du Chène-d'Aron en deux impasses.
L'école est totalement détruite lors du bombardement du 23 septembre 1943.
Lors de la reconstruction du quartier au lendemain de la Seconde Guerre mondiale, le percement de la rue Maréchal-de-Lattre-de-Tassigny, la construction des immeubles qui bordent le côté ouest de cette dernière, et l'agrandissement du groupe scolaire Le Chêne d'Aron sur son côté est (réalisé en 1957), ont fait disparaître la plus grande partie de la rue du Chêne-d'Aron, dont il ne subsiste que le tronçon à l'est.